# Blue reincarnation
『blue reincarnation』（ブルー・リンカーネーション）は宇都宮隆が2002年4月26日にリリースした12thシングル。

## 解説
本作より「YOSHIMOTO R and C」(この当時は R&C Japan)レーベルに移籍となり、同年のTM NETWORKと同じメジャーレーベルからのリリースとなる。
表題曲は、テレビ東京「東京女事務所」のエンディングテーマに起用された。
カップリング曲の「The Theory」はアルバム「TEN to TEN」には収録されなかったが、2012年発売のベストアルバム『TAKASHI UTSUNOMIYA ORIGINAL SINGLES 1992-2003 』にて初めてアルバムに収録された。
現在廃盤となっている。

## 収録曲
| 全作詞・作曲: 石井妥師、全編曲: 西平彰、石井妥師。 |                                 |          |            |      |
| #                                                  | タイトル                        | 作詞     | 作曲・編曲 | 時間 |
| 1.                                                 | 「blue reincarnation」          | 石井妥師 | 石井妥師   | 4:23 |
| 2.                                                 | 「The Theory」                  | 石井妥師 | 石井妥師   | 5:42 |
| 3.                                                 | 「blue reincarnation (TV MIX)」 | 石井妥師 | 石井妥師   | 4:24 |
| 4.                                                 | 「The Theory (TV MIX)」         | 石井妥師 | 石井妥師   | 5:39 |
| 合計時間:                                          | 合計時間:                       | 20:08    |            |      |

## 収録アルバム
- TEN to TEN (#1)
- TAKASHI UTSUNOMIYA THE BEST 2000-2004 (#1)
- TAKASHI UTSUNOMIYA ORIGINAL SINGLES 1992-2003 (#1,#2)